# Paata Burchuladze
Paata Burchuladze, in lingua georgiana პაატა ბურჭულაძე (Tbilisi, 12 febbraio 1955), è un basso georgiano.

## Biografia
Studiò canto con Olimpi Chelaschwili a Tblisi al Conservatorio statale e inoltre si laurea in ingegneria all'Università di Mosca. Debuttò nella sua città nel ruolo di Mefistofele nel 1975. Grazie al suo talento ottenne una borsa di studio per proseguire nella sua preparazione a Milano con Giulietta Simionato ed Eduardo Müller.
Nel 1981 conquistò il primo premio al concorso di canto Voci verdiane di Busseto, e l'anno seguente ottenne la medaglia d'oro e il primo posto nel prestigioso Concorso internazionale Čajkovskij di Mosca. Nel 1985 trionfò al concorso Luciano Pavarotti di Philadelphia. A seguito di questi importanti riconoscimenti, iniziò una brillante carriera nei teatri europei e americani: ebbe grande successo al debutto al Covent Garden nel ruolo di Ramfis in Aida nel 1984, accanto al tenore Luciano Pavarotti (Radamés), alla Scala di Milano e alla Staatsoper di Vienna, nella Luisa Miller, di nuovo assieme a Pavarotti.
La sua prima apparizione alla Metropolitan Opera di New York fu come Don Basilio ne Il barbiere di Siviglia nel 1989. Herbert von Karajan, che lo definiva "un secondo Šaljapin", lo volle al Festival di Salisburgo, dove tornò varie volte. Un'altra tappa importante della sua carriera fu l'interpretazione del Boris Godunov all'inaugurazione della stagione 1990-1991 del Metropolitan.

## Repertorio
Il repertorio comprende, innanzi tutto, i grandi ruoli verdiani da basso come il re Filippo II nel Don Carlos, ma si è cimentato anche nel repertorio russo (Boris Godunov, il principe Gremin in Eugenio Onieghin, Dosifei in Kovancina, il Khan Koncak de Il principe Igor'), nonché i ruoli del repertorio francese.
Oltre che nel repertorio operistico, è anche interprete di canzoni di diversi compositori russi, ed è compositore egli stesso.
- Giuseppe Verdi
  - Nabucco (Zaccaria)
  - Aida (Re, Ramfis)
  - La forza del destino (Padre Guardiano)
  - Attila (Attila)
  - Don Carlos (Filippo II, Il Grande Inquisitore)
  - Il trovatore (Ferrando)
  - Rigoletto (Sparafucile)
  - Otello (Lodovico)
  - Ernani (Silva)
- Wolfgang Amadeus Mozart
  - Don Giovanni (Il Commendatore)
  - Requiem
- Giacomo Puccini
  - Turandot (Timur)
- Vincenzo Bellini
  - Norma (Oroveso)
- Claudio Monteverdi
  - L'incoronazione di Poppea (Seneca)